# Rhododendron henryi
Rhododendron henryi är en ljungväxtart som beskrevs av Henry Fletcher Hance. Rhododendron henryi ingår i släktet rododendron, och familjen ljungväxter. Utöver nominatformen finns också underarten R. h. dunnii.